# Sportåret 1884

## Händelser

### Baseboll
- 25 oktober - National League-mästarna Providence Grays vinner den första World's Series med 3-0 i matcher över American Association-mästarna New York Metropolitans.[1]
- St. Louis Maroons vinner Union Association.[2]

### Boxning
- Okänt datum - Den första moderna världstiteln erkänns då Nonpareil Dempsey blir världsmästare i mellanvikt.[3].
- Okänt datum - Amerikanske tungviktsmästaren John L. Sullivan möter flera utmanare men ingen av dem står sig över fyra ronder. Sullivan är väldigt aktiv inom uppvisningsmatcher.[4]

Världsmästare
- Världsmästare i mellanvikt – Jack Nonpareil Dempsey

### Cricket
- Okänt datum - Nottinghamshire CCC vinner County Championship [6].

### Cykelsport
- 25 september - Stockholms velocipedförening bildas.

### Hästsport
- 16 maj - Vid tionde Kentucky Derby vinner Isaac Murphy på Buchanan med tiden 2.40.25.[7]

### Kanadensisk fotboll
- 7 februari - Canadian Rugby Football Union grundas.[7]

### Rodd
- 7 april - Universitetet i Cambridge vinner universitetsrodden mot Oxfords universitet.

## Födda
- 9 mars – Carl Holmberg, svensk gymnast, olympisk guldmedaljör.
- 16 april – Axel Norling, svensk gymnast, olympisk guld- och bronsmedaljör.
- 19 maj – Frithiof Mårtensson, svensk brottare, olympisk guldmedaljör.
- 13 juli – Yrjö Saarela, finländsk brottare, olympisk guldmedaljör.
- 6 augusti – David Wiman, svensk gymnast, olympisk guldmedaljör.
- 4 november – Claes Johansson, svensk brottare, olympisk guldmedaljör.
- 20 december – Olle Lanner, svensk gymnast, olympisk guldmedaljör.

### Fotnoter
1. ↑  ”Charlton's Baseball Chronology - 1884” (på engelska). Charlton's Baseball Chronology. Arkiverad från originalet den 17 oktober 2007. https://web.archive.org/web/20071017224826/http://www.baseballlibrary.com/chronology/byyear.php?year=1884. Läst 25 juli 2015.
2. ↑  ”The 1884 Season” (på engelska). Retrosheet. http://www.retrosheet.org/boxesetc/1884/Y_1884.htm. Läst 25 juli 2015.
3. ↑  Cyber Boxing Zone – Lineal Middleweight Champions.  läst 6 juni 2009. 8 juni 2009.
4. ↑  Cyber Boxing Zone – John L Sullivan. läst 12 november 2009.
5. ↑  ”Cyber Boxing Zone”. Arkiverad från originalet den 20 juni 2009. https://www.webcitation.org/5hg1si20f?url=http://www.cyberboxingzone.com/boxing/pastchp.htm. Läst 17 juni 2009.
6. ↑  En inofficiell titel fram till december 1889 då första officiella County Championship spelades.
7. 1 2  ”Chronology of Sports”. Arkiverad från originalet den 4 oktober 2011. https://web.archive.org/web/20111004142142/http://worldtimeline.info/sports/spor1880.htm. Läst 18 juli 2011.